# Pedro Chamorro
Pedro Joaquín Chamorro Cardenal (* 23. September 1924; † 10. Januar 1978) war der Herausgeber von La Prensa, der einzigen einflussreichen nicaraguanischen Oppositionszeitung unter der Somoza-Diktatur. 
Chamorro war mit Violeta Barrios de Chamorro, der späteren Präsidentin Nicaraguas (1990–1996), verheiratet. 
Bereits 1959 starteten bürgerliche Kräfte der konservativen Partei in der Guerilla von Olama und Mollejones unter Chamorros Führung von Costa Rica aus einen bewaffneten Invasionsversuch gegen die Somoza-Diktatur, der jedoch scheiterte. Das Unternehmen war von dem costa-ricanischen Politiker José Figueres Ferrer logistisch unterstützt worden. Er war außerdem von 1975 bis zu seinem Tod Vorsitzender der oppositionellen UDEL (Unión Democrática de Liberación, „Demokratischen Union für die Befreiung“) und galt für den US-amerikanischen Präsidenten Jimmy Carter als möglicher Nachfolger von Anastasio Somoza Debayle.
La Prensa wurde während der Somoza-Diktatur nie verboten oder vollständig geschlossen, Chamorro wurde wegen unliebsamer Berichterstattung mehrmals inhaftiert. Im Zuge der Sandinisten-Aufstände wurde Chamorro, wahrscheinlich auf Befehl des Sohnes des Diktators, Anastasio Somoza Portocarrero, 1978 ermordet. 50.000 Nicaraguaner nahmen an seiner Beerdigung teil.